# Río Santa María (Panamá)
El río Santa María es un río de Panamá, que recorre las provincias de Veraguas, Coclé y Herrera. Posee una longitud de 168 km y su cuenca hidrográfica abarca 3326 km². Nace en una pequeña comunidad llamada El Pantano, ubicado en el distrito de Santa Fe de Veraguas y desemboca en la bahía de Parita, ubicada en la provincia de Herrera.
Sus principales afluentes se ubican en la cuenca alta con los ríos: Bulabá, Kuai, Higuí y Corita; en la cuenca media: San Juan, Cocobó y Las Guías; en la cuenca baja: el río Cañazas, Escotá y Conaca.